# Mesomys
Месомис (Mesomys)  — рід гризунів родини щетинцевих. Види, що утворюють рід проживають у північній половині Південної Америки. Члени роду головним чином знайдені в амазонській частині Бразилії, в Колумбії, Перу, Еквадорі, Гвіані, і півдні Венесуели. Вони пов'язані з багатошаровими тропічними вічнозеленими лісами до 1,950 м над рівнем моря.

## Етимологія
грец. Mesos — «середній», грец. mys — родовий відмінок від myos — «миша», отже, Mesomys — «середня миша».

## Морфологія
Морфометрія. Довжина голови й тіла: 150—200, довжина хвоста: 120—220.
Опис. Спина забарвлена у якийсь із відтінків коричневого. Колюче волосся на спині погруповане, даючи ефект «солі й перцю» (маленькі темні плями на світлих областях і маленькі світлі плями на темних областях), коли поверхня спини розгладжена, ці колючки стають набагато очевиднішими, ніж в Proechimys. Нижня частина тіла від жовто-коричневої до білої. Хвіст із рідким волоссям, злегка розпушений на кінці і не двоколірний.

## Поведінка
Ці голчасті пацюки ведуть нічний і деревний спосіб життя, але часто харчуються на землі. Вони можуть влаштовувати гніздо у сплетіннях виноградної лози доволі близько до землі. Самки народжують одне дитинча, що народжується з хутром і з відкритими очима.

## Систематика
- Рід Mesomys
  - Вид Mesomys hispidus (голчастий деревний щур)
  - Вид Mesomys leniceps (кудлатоголовий голчастий деревний щур)
  - Вид Mesomys occultus (пухнастохвостий голчастий деревний щур)
  - Вид Mesomys stimulax (суринамський голчастий деревний щур)